# Vlaška crkva (Cetinje)
Vlaška crkva je crkva na Cetinju, Crna Gora. Pripada Mitropoliji crnogorsko-primorskoj Srpske pravoslavne crkve, a posvećena je prazniku Rođenje presvete Bogorodice (Mala Gospa).

## Povijest
Podlovćevski dolac, kasnije nazvano Cetinjsko polje, početkom 15. stoljeća je bilo nenaseljeno. Krajem prve polovice 15. stoljeća doselio je vojvoda Ivan Borojev iz Starog Vlaha (Zlatiborac) na dan blagdana Mali Gospođin-dan. Tu je doselio s obitelji (žena Jelica i sinovi Boroje, Vladislav, Vušur i Dragoslav) nekih 30-40 godina prije Ivana Crnojevića. Ivan je savjetovao sinove, da što prije podignu đe vide da je najzgodnije mjesto malenu crkvicu i da je posvete rođenju sv. Bogorodice, pošto toga dana dođoše na podlovćenski dolac. Ivan je umro u dubokoj starosti i poživio je u novoj postojbini pet-šest godina, pa umre, a naskoro po njegovoj smrti umre i žena mu Jelica. Sinovi ih pokopaju na Velju Gomilu, gdje odrede graditi crkvu, a na grobove navale dva velika kamena, koji su se krajem 19. stoljeća mogli videti pred Vlaškom crkvom (postoji sličnost sa sakralnim objektom Velja Mogila kod Bara kod koje je isto izgrađena crkva). Velja gomila ipak ukazuje na to da ovi nisu prvi doseljenici na Cetinje, ako je ona tu bila od ranije. Velja Gomila, mjesto gdje je danas Vlaška crkva, je uočljivo mjesto u svim dijelovima cetinjskog polja. Ivanovi sinovi su crkvu opleli prućem i pokrili slamom, a po očevoj želji su je posvetili rođenju Bogorodice. Uveli su i pravilo da novi doseljenici imaju slaviti taj blagdan. Okolni stanovnici su nazvali ovu crkvicu Vlaška crkva jer su je podigli doseljenici iz Starog Vlaha, pa joj je to ime oostalo do danas.
Crkva je nekoliko puta prepravljana, dok sredinom 19. stoljeća, nije dobila današnji izgled. Na ploči iznad ulaznih vrata je isklesan tekst: HRAM OVI ROŽDESTVA PRESVETE BOGORODICE SAGRADIŠE DONJOKRAJCI PRVI PUT 1450. GODINE – POSLJE PREPRAVLJANJEGA TRI PUTA POSLJEDNI PUT PODIGOŠEGA OVAKO 1864. GODINE. Današnji izgled crkve je iz 1864. godine. Oko crkve je bila nekropola sa stećcima, koji su tom prilikom ugrađeni u njezine zidove. To je jednobrodna crkva, sa zvonikom na preslic, oltarskom apsidom na istoku i portalom na zapadnoj strani. Unutrašnjost ukrašava ikonostas, koji je 1878. godine uradio Vasilije Đinovski, ikonopisac iz Makedonije, koji je slikarsku vještinu izučio u Rusiji. Crkveno dvorište ima zanimljivu ogradu s kraja 19. stoljeća od 1544 puščanih cijevi koje su Crnogorci zaplijenili od Turaka u ratovima 1858. i 1876. – 1878. godine. Kada su, 1896. godine Rusi poklonili veliku pošiljku od 30.000 pušaka (ostraguša, ili moskovki), došlo se na originalnu ideju da se potrebna količina trofejnih pušaka izdvoji i da se od njihovih cijevi sagradi ograda oko Vlaške crkve. Ova ideja je ostvarena 1897. godine. Krajem 19. stoljeća zabranjeno je uokopavanje mrtvih ispred ove crkve, kako bi se ona pretvorila u svojevrstan spomenik kulture. Važnijim osobama su grobovi sačuvani (mitropoliti Ilarion Roganović i Visarion Ljubiša, rektor Bogoslovije na Cetinju protojerej Stanko Ivanović, knez Grujica Lopičić, Jovan Pavlović, prvi ministar prosvjete i crkvenih djela, Ilija Beara, direktor Cetinjske gimnazije, komandir Zrno Popović, kapetan Tripko Grubačić, ađutant knjaza Danila Marko J. Bjeladinović, Sula Radov Radulović – narodni mudrac). 27. listopada 1860. godine u ovoj crkvi su vjenčani knez Nikola I. Petrović Njegoš i Milena Vukotić, kćer katunskog vojvode Petra Stevanovog Vukotića, a pri krunisanju Nikole I za kralja, pedeset godina kasnije, 1910. godine upravo u njoj je obavljeno blagoradenje kraljevskog para.

## Vanjske poveznice
|  | Zajednički poslužitelj ima još gradiva o temi Vlaška crkva (Cetinje) |